# Luíz Moutinho de Lima Alvares e Silva
Luíz Moutinho de Lima Alvares e Silva (* 1792 in Rio de Janeiro; † 1863 in Paris) war ein brasilianischer Diplomat.

## Leben
Luíz Moutinho de Lima Alvares e Silva trat am 7. Mai 1822 in den auswärtigen Dienst der Secretaria d'Estado dos Negocios Estrangeiros. Am 12. August 1822 ernannte ihn Peter I. von Brasilien als Geschäftsträger für die Regierung in Washington, D.C., wo er die Anerkennung der von Portugal unabhängigen Regierung von Peter I. verhandelte. Am 22. Februar 1824 war er der mittlerweile ranghöchste Beamte des Außenministeriums und wurde am 27. November 1824 als Geschäftsträger für den Kirchenstaat nach Rom versetzt, wo er am 5. Mai 1842 als außerordentlicher Gesandter und Ministre plénipotentiaire akkreditiert wurde. Im Oktober 1847 wies ihn das Ministério dos Negócios da Justica an, bei der Verwaltung des Heiligen Stuhls eine Päpstliche Bulle zur Gründung des Bistums Rio Grande zu beantragen. In dieser Angelegenheit erhielt er mit einem Brief von Peter II. von Brasilien eine Audienz bei Papst Gregor XVI.
Zwischenzeitlich ist Alvares e Silva vom 28. Februar 1834 bis zum 27. November 1837  außerordentlicher Gesandter und Ministre plénipotentiaire in Paris und ab dem 27. Mai 1841 in gleicher Funktion in Buenos Aires eingesetzt worden. Nachdem er am 12. April 1842 nach Rom zurückgekehrt war, wurde er am 31. August 1842 darüber hinaus im Königreich der Toskana und vom 19. April 1845 bis zum 10. Dezember 1847 im Königreich Sardinien und im Herzogtum Parma akkreditiert. Am 3. November 1851 wurde Alvares e Silva aus Rom abberufen und am 23. April 1854 in den Ruhestand versetzt. Für seine 30 Dienstjahre erhielt er 3,3 Millionen Réis. Ab 1855 übernahm er noch die Aufgabe eines Dozenten für Sprachen und Literatur an der Universität von Rio de Janeiro.